# Karangrejo (Borobudur)
Karangrejo is een bestuurslaag in het regentschap Magelang van de provincie Midden-Java, Indonesië. Karangrejo telt 2490 inwoners (volkstelling 2010).